# Titoceres arabicus
Titoceres arabicus är en skalbaggsart som först beskrevs av Stefan von Breuning 1962.  Titoceres arabicus ingår i släktet Titoceres och familjen långhorningar. Inga underarter finns listade i Catalogue of Life.